# ویلیمین بوس
ویلیمین بوس (هلندی: Willemijn Bos؛ زادهٔ ۲ مهٔ ۱۹۸۸) بازیکن هاکی روی چمن زن اهل هلند است.
وی در مسابقات کشوری و بین‌المللی در مجموع برندهٔ ۳ مدال طلا، ۲ مدال نقره، ۳ مدال برنز شده‌است.